# Saint-Vénérand
Saint-Vénérand is een gemeente in het Franse departement Haute-Loire (regio Auvergne-Rhône-Alpes) en telt 58 inwoners (2009). De plaats maakt deel uit van het arrondissement Brioude.

## Geografie
De oppervlakte van Saint-Vénérand bedraagt 9,9 km², de bevolkingsdichtheid is dus 5,9 inwoners per km².
De onderstaande kaart toont de ligging van Saint-Vénérand met de belangrijkste infrastructuur en aangrenzende gemeenten.

## Demografie
Onderstaande figuur toont het verloop van het inwonertal (bron: INSEE-tellingen).